# Manfred Eglin
Manfred Eglin (* 10. Oktober 1935 in Karlsruhe; † 11. August 2001 in Zermatt) war ein deutscher Fußballspieler, der es als Aktiver der Stuttgarter Kickers in den Jahren 1957 bis 1960 in der Oberliga Süd auf 33 Spiele mit zwei Toren gebracht hat.

## Laufbahn

### Vereine, 1947 bis 1963

#### Karlsruher FV, bis 1957
Der Schüler Manfred Eglin, Sohn eines Staatsanwaltes, durchlief in seiner Heimatstadt alle Jugendmannschaften des ehemaligen Deutschen Fußballmeisters Karlsruher FV. Bereits als A-Junior wurde der Torwart in das DFB-Team für das FIFA-Turnier 1954 berufen. Zusammen mit Ernst-Günter Habig, Günter Jäger, Ludwig Landerer, Hermann Nuber und Uwe Seeler erreichte er nach Erfolgen gegen das Saarland, Nordirland, Ungarn und im Halbfinale gegen die Türkei das Endspiel am 19. April 1954 in Köln gegen Spanien. Das Finale endete nach Verlängerung 2:2-Unentschieden und Spanien wurde wegen des besseren Torverhältnisses aus der Vorschlussrunde zum Turniersieger erklärt. Eglin bestritt im Jahre 1954 fünf Jugendländerspiele und kam auch bereits zu Spieleinsätzen beim Karlsruher FV in der 2. Liga Süd. Aber Fußball war nicht alles im Leben des vielseitigen jungen Sportlers: Er wurde neben dem Fußball deutscher Jugendmeister im Kanurennsport, machte das Abitur und absolvierte ein Sportstudium.
Bei den Rot-Schwarzen an dem KFV-Platz an der Telegrafenkaserne in der Karlsruher Weststadt, dem KFV, erlebte er in der 2. Liga Süd den langsamen Rückzug in das Amateurlager. Am 12. November 1955 führte der DFB das einzige Amateurländerspiel des Jahres durch. Das Spiel fand in Hendon gegen England statt. Manfred Eglin hütete das Tor der deutschen Fußballnationalmannschaft der Amateure bei deren 3:2-Auswärtssieg. Mit dem KFV konnte er als 15. in der Abschlusstabelle der Saison 1955/56 gerade noch den Abstieg abwenden. Als auch noch Altmeister Kurt Ehrmann zur Runde 1956/57 den Weg in das Brötzinger Tal zum 1. FC Pforzheim fand, war der Abstieg des Karlsruher FV auch mit dem Amateurnationaltorhüter Manfred Eglin im Gehäuse nicht mehr zu verhindern. Im November 1956 war er trotz der sportlichen Misere beim Karlsruher FV mit den DFB-Amateuren bei den Olympischen Sommerspielen 1956 in Melbourne. Im Spiel gegen die Sowjetunion am 24. November, es wurde mit 1:2 Toren gegen den späteren Olympiasieger verloren, saß er aber auf der Ersatzbank. Der Düsseldorfer Albert Görtz hütete das Tor der von DFB-Trainer Georg Gawliczek betreuten Amateurnationalmannschaft. Der 22-jährige Eglin blieb nach dem Abstieg des KFV nicht in Karlsruhe, beim Karlsruher SC wurde noch auf Rudi Fischer im Tor gesetzt, er wechselte in die Oberliga Süd zu den Stuttgarter Kickers.

#### Stuttgarter Kickers, 1957 bis 1963
Bei den Blau-Weißen im Stadion Degerloch kam der Sportstudent – er absolvierte sieben Studentennationalspiele parallel zu seinem Studium an der TH Karlsruhe, darunter ein 0:0-Remis gegen die englische Studentenauswahl im März 1959, bei dem er unter anderem neben Eckhard Saumweber als herausragender Spieler bezeichnet wurde – in der Runde 1957/58 in ein Team, das sportlich nicht den Anforderungen der Oberliga Süd gewachsen war. Im Vorjahr waren die Kickers durch einen 2:0-Erfolg beim FSV Frankfurt am letzten Spieltag und dank des besseren Torverhältnisses gegenüber dem punktgleichen TSV Schwaben Augsburg im letzten Augenblick dem Abstieg entronnen. Nach der Saison hatten die Kickers aber mit Rolf Geiger, Hans Eberle, Siegfried Kronenbitter, Helmut Rühle und Helmut Zatopek gleich fünf gestandene Oberligaspieler zu ersetzen. Nur mit Lothar Weise kam ein etablierter Spieler hinzu, dazu noch als Torhüter Manfred Eglin aus der 2. Liga Süd.
Edmund Herr und Walter Hüttenhofer kamen aus dem württembergischen Amateurlager, von der SportVgg Feuerbach bzw. dem FV Ravensburg. Die Runde wurde für Eglin und die Stuttgarter Kickers zu einem sportlichen Fiasko. Die „Blauen“ stiegen als Tabellenletzter mit nur vier gewonnenen Spielen ab und das Torhütertalent aus Karlsruhe hatte nur sieben Spieleinsätze in der Oberliga zu verzeichnen gehabt. Das erstaunlichste dabei ist aber: Kein einziges Spiel davon absolvierte er im Tor der Kickers – Stammtorhüter blieb in der Runde 1957/58 Josef Strauß –, im Februar/März/April 1958 absolvierte der sportliche Allrounder Eglin sieben Spiele in der Oberliga Süd im Sturm der Stuttgarter Kickers.
Der Karlsruher blieb auch nach dem Abstieg bei den Kickers und feierte mit der Meisterschaft in der 2. Liga Süd in der Runde 1958/59 vor Bayern Hof und dem Freiburger FC den sofortigen Wiederaufstieg. Als Verstärkung für die Oberliga kamen im Sommer 1959 Pál Csernai von FC La Chaux-de-Fonds und Karl-Heinz Kott vom SV Waldhof Mannheim. Aber auch 1959/60 hatten die Stuttgarter Kickers keine echte Chance die Klasse zu erhalten. Mit nur fünf siegreichen Spielen gegen VfR Mannheim, FC Schweinfurt 05, Viktoria Aschaffenburg, Ulm 1846 und bei 1860 München – Eglin hütete dabei jeweils das Kickers-Tor – kamen die Stuttgarter als Tabellenletzter im Sommer 1960 in das Ziel der Oberliga Süd. Eglin kam zu 26 Einsätzen und war der Stammtorhüter in der Runde 1959/60.
In den nächsten drei Runden spielte er mit seiner Mannschaft in der 2. Liga Süd und verhalf mit dem Erreichen des sechsten Platzes im Abschlussjahr der II. Division, 1962/63, den Stuttgarter Kickers zur Qualifizierung in die Regionalliga Süd zur Runde 1963/64. Im Sommer 1964 beendete er seine Spielerlaufbahn.
Im Fußballkreis Karlsruhe war er erfolgreich als Trainer bei den Vereinen FC Germania Friedrichstal und dem FC Alemannia Eggenstein tätig.

### Deutsche Fußballnationalmannschaft der Amateure, 1959
In der Saison 1959/60 standen für die DFB-Amateure im September 1959 zwei Ausscheidungsspiele gegen die DDR zur Teilnahme an der Olympiaqualifikation 1960 auf dem Plan. Nach einer Vereinbarung beider Nationaler Olympischer Komitees fanden beide Spiele unter Ausschluss der Öffentlichkeit statt und werden auch in der offiziellen Statistik der Amateurländerspiele des DFB nicht geführt. Am 16. September 1959 – Eglin hatte mit den Stuttgarter Kickers gerade die ersten vier Spieltage in der Oberliga Süd absolviert – fand die erste Begegnung in Berlin statt. DFB-Trainer Georg Gawliczek vertraute auf die Abwehr mit Torhüter Manfred Eglin, den Verteidigern Werner Olk und Jürgen Kurbjuhn, sowie der Läuferreihe mit Matthias Mauritz, Herbert Schäfer und Willi Schulz. Tatsächlich stand die Defensive ausgezeichnet, das Spiel gewann die DFB-Mannschaft mit 2:0 Toren. Auch beim Rückspiel acht Tage später in Düsseldorf rechtfertigte Eglin beim 2:1-Heimsieg das Vertrauen des Trainers. Im November kam er zu zwei weiteren offiziellen Einsätzen in der Amateurländerelf bei den Olympiaqualifikationsspielen gegen Finnland und Polen. Als im Frühjahr 1960 die Qualifikation fortgesetzt wurde – Polen setzte sich durch – kamen die Torhüter Peter Kunter und Wolfgang Tillich zum Einsatz. Mit der Amateurnationalmannschaft nahm Manfred Eglin an den Olympischen Spielen 1956 in Melbourne teil, stand in deutsch-deutschen Ausscheidungsspielen 1959 im Tor und absolvierte insgesamt fünf offizielle Länderspiele.

## Neben dem Fußball
1970 wurde der Sportlehrer am Karlsruher Helmholtz-Gymnasium in den Bundesausschuss Leistungssport (BAL) als Mitarbeiter von Richard Möll in Frankfurt berufen. Dort blieb er als Koordinator für Segeln, Kanusport und Amateurboxen bis zur Pensionierung im Jahre 1999. Auch hatte er innerhalb des Deutschen Sportbundes für den Deutschen Hochschulsportverband die Zuständigkeit inne.
Der im Karlsruher Stadtteil Knielingen wohnhafte Eglin zeichnete sich daneben auch als Ringsprecher des BR Knielingen bei vielen Amateurboxturnieren aus.